# Synagoga w Ujedździe
Synagoga w Ujeździe – synagoga znajdująca się w Ujeździe przy ulicy Parkowej 10.
Synagoga została zbudowana w połowie XIX wieku. Podczas II wojny światowej hitlerowcy spalili synagogę. Po wojnie odbudowano ją dostosowując budynek na potrzeby remizy strażackiej.
Murowany i orientowany budynek synagogi wzniesiono na planie prostokąta, z fasadą nieco szerszą od głównego korpusu. Po wojnie po odbudowaniu budynku synagogi zachowano części wystroju zewnętrznego fasady, które usunięto w latach 90. XX wieku.